# Conclave del 2013
Il conclave del 2013 venne convocato a seguito della rinuncia all'ufficio di romano pontefice di papa Benedetto XVI, avvenuta il 28 febbraio dello stesso anno. Si svolse nella Cappella Sistina dal 12 al 13 marzo e, dopo cinque scrutini, venne eletto papa il cardinale argentino Jorge Mario Bergoglio, arcivescovo di Buenos Aires, che assunse il nome di Francesco. L'elezione venne annunciata dal cardinale protodiacono Jean-Louis Tauran.

## Situazione generale
Durante il concistoro ordinario per la canonizzazione dei martiri di Otranto, l'11 febbraio 2013, papa Benedetto XVI annunciò ai cardinali presenti di voler rinunciare al ministero petrino, diritto che gli spettava liberamente, a partire dal successivo 28 febbraio alle ore 20, a causa dell'età avanzata e delle forze non più adeguate all'esercizio del ministero stesso.

### Variazioni delle norme in materia di conclave

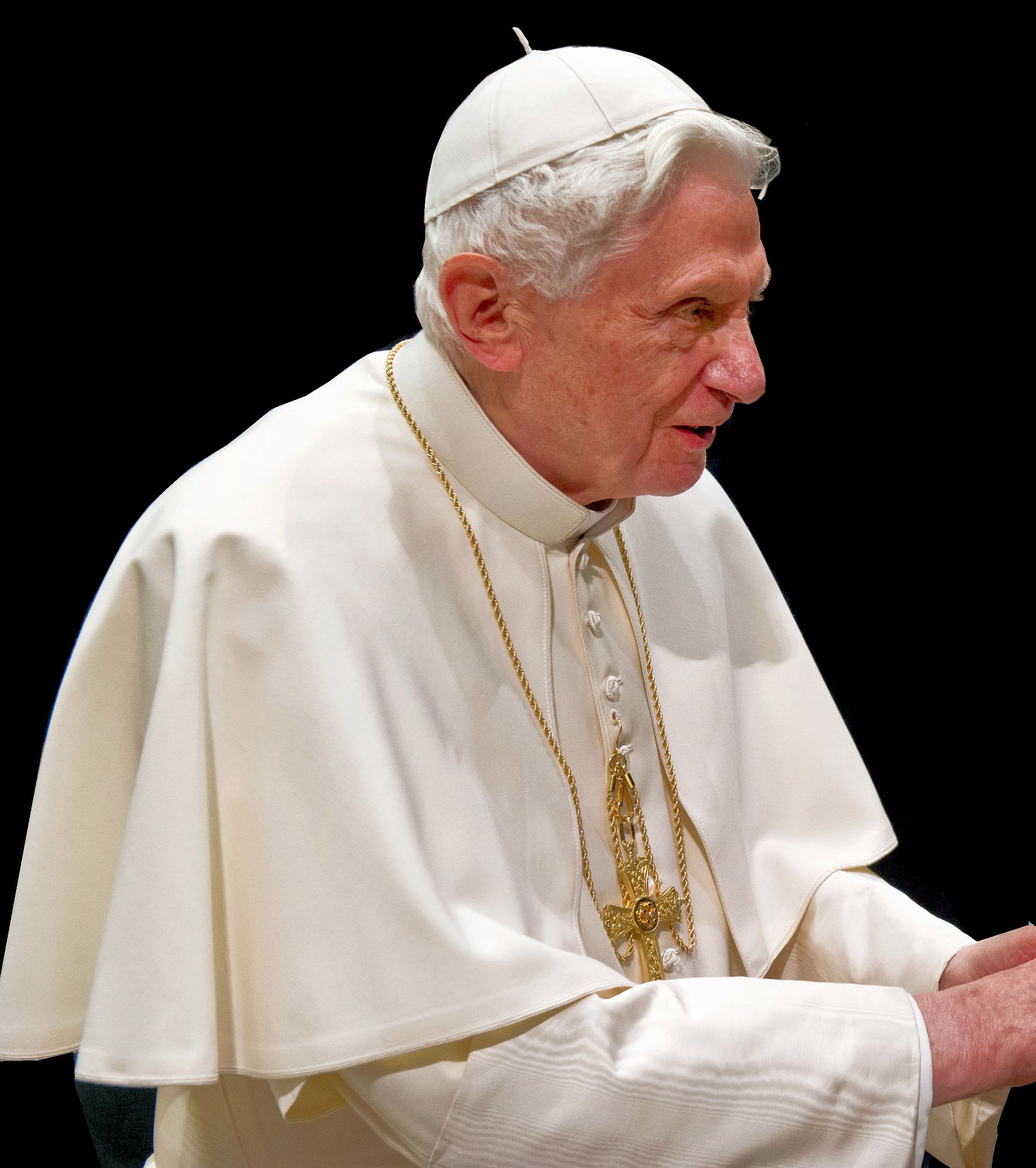
Papa Benedetto XVI

La costituzione apostolica Universi Dominici Gregis, emanata nel 1996 da papa Giovanni Paolo II, prevede, per il conclave, due scrutini la mattina e due al pomeriggio. Per l'elezione del pontefice sono necessari i voti di due terzi dei cardinali partecipanti al conclave, come previsto dal motu proprio De aliquibus mutationibus in normis de electione Romani Pontificis, pubblicato nel 2007 da papa Benedetto XVI. Nel conclave del 2013, per l'elezione, erano richieste 77 preferenze su 115 elettori presenti.
La costituzione apostolica del 1996 stabiliva che, dopo 34 scrutini infruttuosi, si tenesse un ballottaggio fra i due cardinali più votati nell'ultimo scrutinio, che perdevano il diritto di voto, e prevedeva che per l'elezione fosse sufficiente solo la metà dei voti più uno. Il motu proprio del 2007, invece, estese la regola dei due terzi dei voti anche all'eventuale ballottaggio. Al termine delle votazioni gli appunti e le schede vengono bruciati. Se la sessione delle due votazioni mattutine ha esito negativo si ha la fumata nera alle ore 12, mentre se ha esito negativo la sessione delle due votazioni pomeridiane si ha fumata nera alle ore 19. L'esito positivo di uno qualsiasi degli scrutini di una sessione è seguito dalla fumata bianca e dal suono delle campane di San Pietro.
Papa Benedetto XVI, con il motu proprio Normas Nonnullas del 22 febbraio 2013, ribadì la norma secondo la quale, prima di iniziare il conclave, si debbano attendere per quindici giorni i cardinali assenti, conferendo però al collegio cardinalizio la nuova facoltà di anticipare la data di inizio del conclave se tutti i cardinali elettori sono presenti (cosa effettivamente avvenuta in questo conclave), come la facoltà di prorogarla fino ad un massimo di venti giorni per attendere gli eventuali assenti. Trascorsi venti giorni dall'inizio della sede vacante, però, tutti i cardinali elettori presenti sono tenuti ad iniziare le votazioni.
Nella stessa lettera apostolica venne stabilito che le persone non facenti parte del corpo dei cardinali elettori (con riferimento al segretario del collegio cardinalizio, al maestro delle celebrazioni liturgiche pontificie, agli otto cerimonieri, ai due religiosi addetti alla sagrestia pontificia e ad un ecclesiastico scelto dal cardinale decano o da chi ne fa le veci), qualora rivelassero ad altri qualsiasi informazione sulle operazioni di elezione, violando il giuramento di segretezza, andrebbero incontro a scomunica latae sententiae, riservata alla sede apostolica. La norma precedente, invece, stabiliva una pena a discrezione del pontefice venturo. Si conferma inoltre la non validità delle modalità di elezione del pontefice per acclamazione, per ispirazione e per compromesso, prevedendo unicamente l'elezione per scrutinio.

### Cardinali elettori presenti
Italia (28)
     Europa (eccetto Italia) (32)
     Africa (11)
     Asia e Oceania (11)
     America del Centro-Nord (20)
     America del Sud (13)

Cardinali elettori per provenienza:
Italia (28)
Europa (eccetto Italia) (32)
Africa (11)
Asia e Oceania (11)
America del Centro-Nord (20)
America del Sud (13)

L'ormai papa emerito Benedetto XVI non prese parte al conclave.
Avevano diritto di voto in conclave i cardinali che non avessero compiuto l'ottantesimo anno di età prima del giorno in cui inizia la sede vacante. Il cardinale ucraino Ljubomyr Huzar pertanto non partecipò al conclave avendo compiuto gli ottant'anni due giorni prima; vi partecipò invece il cardinale tedesco Walter Kasper, che compì ottant'anni il 5 marzo.
Segue l'elenco dei paesi con rappresentanti aventi diritto di voto, indicati per numero di elettori:
- 28 elettori:  Italia
- 11 elettori:  Stati Uniti
- 6 elettori:  Germania
- 5 elettori:  Brasile,  India,  Spagna
- 4 elettori:  Francia,  Polonia
- 3 elettori:  Canada,  Messico
- 2 elettori:  Argentina,  Nigeria,  Portogallo
- 1 elettore:  Australia,  Austria,  Belgio,  Bolivia,  Bosnia ed Erzegovina,  Rep. Ceca,  Cile,  Cina,  Colombia,  RD del Congo,  Croazia,  Cuba,  Rep. Dominicana,  Ecuador,  Egitto,  Filippine,  Ghana,  Guinea,  Honduras,  Irlanda,  Kenya,  Libano,  Lituania,  Paesi Bassi,  Perù,  Senegal,  Slovenia,  Sri Lanka,  Sudafrica,  Sudan,  Svizzera,  Tanzania,  Ungheria,  Venezuela,  Vietnam

#### Elenco degli elettori
| Nome                                   | Paese                | Titolo                                                                                    | Ruolo | Nascita    | Concistoro |
| -------------------------------------- | -------------------- | ----------------------------------------------------------------------------------------- | --- | ---------- | ---------- |
| Giovanni Battista Re                   | Italia               | Cardinale vescovo di Sabina-Poggio Mirteto, Primo Cardinale elettore                      | Prefetto emerito della Congregazione per i vescovi                                                       | 30/01/1934 | 21/02/2001 |
| Isaac Cleemis Thottunkal               | India                | Cardinale presbitero di San Gregorio VII                                                  | Arcivescovo maggiore di Trivandrum dei siro-malankaresi                                                  | 15/06/1959 | 24/11/2012 |
| Luis Antonio Tagle                     | Filippine            | Cardinale presbitero di San Felice da Cantalice a Centocelle                              | Arcivescovo di Manila                                                                                    | 21/06/1957 | 24/11/2012 |
| Rainer Maria Woelki                    | Germania             | Cardinale presbitero di San Giovanni Maria Vianney                                        | Arcivescovo di Berlino                                                                                   | 18/08/1956 | 18/02/2012 |
| Reinhard Marx                          | Germania             | Cardinale presbitero di San Corbiniano                                                    | Arcivescovo di Monaco e Frisinga                                                                         | 21/09/1953 | 20/11/2010 |
| Willem Jacobus Eijk                    | Paesi Bassi          | Cardinale presbitero di San Callisto                                                      | Arcivescovo di Utrecht                                                                                   | 22/06/1953 | 18/02/2012 |
| Péter Erdő                             | Ungheria             | Cardinale presbitero di Santa Balbina                                                     | Arcivescovo di Esztergom-Budapest                                                                        | 25/06/1952 | 21/10/2003 |
| Philippe Barbarin                      | Francia              | Cardinale presbitero di Santissima Trinità al Monte Pincio                                | Arcivescovo di Lione                                                                                     | 17/10/1950 | 21/10/2003 |
| Kurt Koch                              | Svizzera             | Cardinale diacono di Nostra Signora del Sacro Cuore                                       | Presidente del Pontificio consiglio per la promozione dell'unità dei cristiani                           | 15/03/1950 | 20/11/2010 |
| Timothy Dolan                          | Stati Uniti          | Cardinale presbitero di Nostra Signora di Guadalupe a Monte Mario                         | Arcivescovo di New York                                                                                  | 06/02/1950 | 18/02/2012 |
| Kazimierz Nycz                         | Polonia              | Cardinale presbitero dei Santi Silvestro e Martino ai Monti                               | Arcivescovo di Varsavia                                                                                  | 01/02/1950 | 20/11/2010 |
| James Michael Harvey                   | Stati Uniti          | Cardinale diacono di San Pio V a Villa Carpegna                                           | Arciprete della basilica di San Paolo fuori le mura                                                      | 20/10/1949 | 24/11/2012 |
| Odilo Pedro Scherer                    | Brasile              | Cardinale presbitero di Sant'Andrea al Quirinale                                          | Arcivescovo di San Paolo                                                                                 | 21/09/1949 | 24/11/2007 |
| Daniel Nicholas DiNardo                | Stati Uniti          | Cardinale presbitero di Sant'Eusebio                                                      | Arcivescovo di Galveston-Houston                                                                         | 23/05/1949 | 24/11/2007 |
| Josip Bozanić                          | Croazia              | Cardinale presbitero di San Girolamo dei Croati                                           | Arcivescovo di Zagabria                                                                                  | 20/03/1949 | 21/10/2003 |
| José Francisco Robles Ortega           | Messico              | Cardinale presbitero di Santa Maria della Presentazione                                   | Arcivescovo di Guadalajara                                                                               | 02/03/1949 | 24/11/2007 |
| Peter Turkson                          | Ghana                | Cardinale presbitero di San Liborio                                                       | Presidente del Pontificio consiglio della giustizia e della pace                                         | 11/10/1948 | 21/10/2003 |
| Raymond Leo Burke                      | Stati Uniti          | Cardinale diacono di Sant'Agata dei Goti                                                  | Prefetto del Supremo tribunale della Segnatura apostolica                                                | 30/06/1948 | 20/11/2010 |
| Albert Malcolm Ranjith Patabendige Don | Sri Lanka            | Cardinale presbitero di San Lorenzo in Lucina                                             | Arcivescovo di Colombo                                                                                   | 15/11/1947 | 20/11/2010 |
| João Braz de Aviz                      | Brasile              | Cardinale diacono di Sant'Elena fuori Porta Prenestina                                    | Prefetto della Congregazione per gli istituti di vita consacrata e le società di vita apostolica         | 24/04/1947 | 18/02/2012 |
| Giuseppe Betori                        | Italia               | Cardinale presbitero di San Marcello                                                      | Arcivescovo di Firenze                                                                                   | 25/02/1947 | 18/02/2012 |
| Thomas Christopher Collins             | Canada               | Cardinale presbitero di San Patrizio                                                      | Arcivescovo di Toronto                                                                                   | 16/01/1947 | 18/02/2012 |
| Fernando Filoni                        | Italia               | Cardinale diacono di Nostra Signora di Coromoto in san Giovanni di Dio                    | Prefetto della Congregazione per l'evangelizzazione dei popoli                                           | 15/04/1946 | 18/02/2012 |
| Antonio Cañizares Llovera              | Spagna               | Cardinale presbitero di San Pancrazio fuori le mura                                       | Prefetto della Congregazione per il culto divino e la disciplina dei sacramenti                          | 10/10/1945 | 24/03/2006 |
| Vinko Puljic                           | Bosnia ed Erzegovina | Cardinale presbitero di Santa Chiara a Vigna Clara                                        | Arcivescovo di Sarajevo                                                                                  | 08/09/1945 | 26/11/1994 |
| Stanisław Rylko                        | Polonia              | Cardinale diacono di Sacro Cuore di Cristo Re                                             | Presidente del Pontificio consiglio per i laici                                                          | 04/07/1945 | 24/11/2007 |
| Robert Sarah                           | Guinea               | Cardinale diacono di San Giovanni Bosco in via Tuscolana                                  | Presidente del Pontificio consiglio "Cor Unum"                                                           | 15/06/1945 | 20/11/2010 |
| George Alencherry                      | India                | Cardinale presbitero di San Bernardo alle Terme Diocleziane                               | Arcivescovo maggiore di Ernakulam-Angamaly                                                               | 19/04/1945 | 18/02/2012 |
| Christoph Schönborn                    | Austria              | Cardinale presbitero di Gesù Divin Lavoratore                                             | Arcivescovo di Vienna                                                                                    | 22/01/1945 | 21/02/1998 |
| Oswald Gracias                         | India                | Cardinale presbitero di San Paolo della Croce a Corviale                                  | Arcivescovo di Bombay                                                                                    | 24/12/1944 | 24/11/2007 |
| Jean-Pierre Ricard                     | Francia              | Cardinale presbitero di Sant'Agostino                                                     | Arcivescovo di Bordeaux                                                                                  | 26/09/1944 | 24/03/2006 |
| Mauro Piacenza                         | Italia               | Cardinale diacono di San Paolo alle Tre Fontane                                           | Prefetto della Congregazione per il clero                                                                | 15/09/1944 | 20/11/2010 |
| Polycarp Pengo                         | Tanzania             | Cardinale presbitero di Nostra Signora de La Salette                                      | Arcivescovo di Dar-es-Salaam                                                                             | 05/08/1944 | 21/02/1998 |
| Sean Patrick O'Malley                  | Stati Uniti          | Cardinale presbitero di Santa Maria della Vittoria                                        | Arcivescovo di Boston                                                                                    | 29/06/1944 | 24/03/2006 |
| Marc Ouellet                           | Canada               | Cardinale presbitero di Santa Maria in Traspontina                                        | Prefetto della Congregazione per i vescovi                                                               | 08/06/1944 | 21/10/2003 |
| John Olorunfemi Onaiyekan              | Nigeria              | Cardinale presbitero di San Saturnino                                                     | Arcivescovo di Abuja                                                                                     | 29/01/1944 | 24/11/2012 |
| John Njue                              | Kenya                | Cardinale presbitero di Preziosissimo Sangue di Nostro Signore Gesù Cristo                | Arcivescovo di Nairobi                                                                                   | 01/01/1946 | 24/11/2007 |
| Juan Luis Cipriani Thorne              | Perù                 | Cardinale presbitero di San Camillo de Lellis                                             | Arcivescovo di Lima                                                                                      | 28/12/1943 | 21/02/2001 |
| Leonardo Sandri                        | Argentina            | Cardinale diacono di Santi Biagio e Carlo ai Catinari                                     | Prefetto della Congregazione per le Chiese orientali                                                     | 18/11/1943 | 24/11/2007 |
| Angelo Comastri                        | Italia               | Cardinale diacono di San Salvatore in Lauro                                               | Arciprete della basilica di San Pietro in Vaticano                                                       | 17/09/1943 | 24/11/2007 |
| Giuseppe Versaldi                      | Italia               | Cardinale diacono di Sacro Cuore di Gesù a Castro Pretorio                                | Presidente della Prefettura degli affari economici della Santa Sede                                      | 30/07/1943 | 18/02/2012 |
| Crescenzio Sepe                        | Italia               | Cardinale presbitero pro illa vice di Dio Padre Misericordioso                            | Arcivescovo di Napoli                                                                                    | 02/06/1943 | 21/02/2001 |
| Dominik Duka                           | Rep. Ceca            | Cardinale presbitero dei Santi Marcellino e Pietro                                        | Arcivescovo di Praga                                                                                     | 26/04/1943 | 18/02/2012 |
| Jean-Louis Tauran                      | Francia              | Cardinale diacono di Sant'Apollinare alle Terme Neroniane-Alessandrine                    | Presidente del Pontificio consiglio per il dialogo interreligioso                                        | 05/04/1943 | 21/10/2003 |
| Domenico Calcagno                      | Italia               | Cardinale presbitero dell'Annunciazione della Beata Vergine Maria a Via Ardeatina         | Presidente dell'Amministrazione del patrimonio della Sede Apostolica                                     | 03/02/1943 | 18/02/2012 |
| Angelo Bagnasco                        | Italia               | Cardinale presbitero della Gran Madre di Dio                                              | Arcivescovo di Genova                                                                                    | 14/01/1943 | 24/11/2007 |
| Óscar Rodríguez Maradiaga              | Honduras             | Cardinale presbitero di Santa Maria della Speranza                                        | Arcivescovo di Tegucigalpa                                                                               | 29/12/1942 | 21/02/2001 |
| André Vingt-Trois                      | Francia              | Cardinale presbitero di San Luigi dei Francesi                                            | Arcivescovo di Parigi                                                                                    | 07/11/1942 | 24/11/2007 |
| Gianfranco Ravasi                      | Italia               | Cardinale diacono di San Giorgio in Velabro                                               | Presidente del Pontificio consiglio della cultura                                                        | 18/10/1942 | 20/11/2010 |
| Giuseppe Bertello                      | Italia               | Cardinale diacono dei Santi Vito, Modesto e Crescenzia                                    | Presidente del Governatorato dello Stato della Città del Vaticano                                        | 01/10/1942 | 18/02/2012 |
| Rubén Salazar Gómez                    | Colombia             | Cardinale presbitero di San Gerardo Maiella                                               | Arcivescovo di Bogotá                                                                                    | 22/09/1942 | 24/11/2012 |
| Jorge Liberato Urosa Savino            | Venezuela            | Cardinale presbitero di Santa Maria ai Monti                                              | Arcivescovo di Caracas                                                                                   | 28/08/1942 | 24/03/2006 |
| Norberto Rivera Carrera                | Messico              | Cardinale presbitero di San Francesco d'Assisi a Ripa Grande                              | Arcivescovo di Città del Messico                                                                         | 06/06/1942 | 21/02/1998 |
| Angelo Scola                           | Italia               | Cardinale presbitero dei Santi XII Apostoli                                               | Arcivescovo di Milano                                                                                    | 07/11/1941 | 21/10/2003 |
| George Pell                            | Australia            | Cardinale presbitero di Santa Maria Domenica Mazzarello                                   | Arcivescovo di Sydney                                                                                    | 08/06/1941 | 21/10/2003 |
| Wilfrid Fox Napier                     | Sudafrica            | Cardinale presbitero di San Francesco d'Assisi ad Acillia                                 | Arcivescovo di Durban                                                                                    | 08/03/1941 | 21/02/2001 |
| Gabriel Zubeir Wako                    | Sudan                | Cardinale presbitero di Sant'Atanasio a via Tiburtina                                     | Arcivescovo di Khartoum                                                                                  | 27/02/1941 | 21/10/2003 |
| Donald William Wuerl                   | Stati Uniti          | Cardinale presbitero di San Pietro in Vincoli                                             | Arcivescovo di Washington                                                                                | 12/11/1940 | 20/11/2010 |
| Agostino Vallini                       | Italia               | Cardinale presbitero pro illa vice di San Pier Damiani ai Monti di San Paolo              | Vicario generale di Sua Santità per la diocesi di Roma                                                   | 17/04/1940 | 24/03/2006 |
| Béchara Boutros Raï                    | Libano               | Cardinale vescovo                                                                         | Patriarca di Antiochia dei Maroniti                                                                      | 25/02/1940 | 24/11/2012 |
| Telesphore Placidus Toppo              | India                | Cardinale presbitero del Sacro Cuore di Gesù agonizzante a Vitinia                        | Arcivescovo di Ranchi                                                                                    | 15/10/1939 | 21/10/2003 |
| Zenon Grocholewski                     | Polonia              | Cardinale presbitero di San Nicola in Carcere                                             | Prefetto della Congregazione per l'educazione cattolica                                                  | 11/10/1939 | 21/02/2001 |
| Laurent Monsengwo Pasinya              | RD del Congo         | Cardinale presbitero di Santa Maria "Regina Pacis" in Ostia mare                          | Arcivescovo di Kinshasa                                                                                  | 07/10/1939 | 20/11/2010 |
| Seán Baptist Brady                     | Irlanda              | Cardinale presbitero dei Santi Quirico e Giulitta                                         | Arcivescovo di Armagh                                                                                    | 16/08/1939 | 24/11/2007 |
| John Tong Hon                          | Cina                 | Cardinale presbitero di Regina Apostolorum                                                | Vescovo di Hong Kong                                                                                     | 31/07/1939 | 18/02/2012 |
| Stanisław Dziwisz                      | Polonia              | Cardinale presbitero di Santa Maria del Popolo                                            | Arcivescovo di Cracovia                                                                                  | 27/04/1939 | 24/03/2006 |
| Edwin Frederick O'Brien                | Stati Uniti          | Cardinale diacono di San Sebastiano al Palatino                                           | Gran Maestro dell'Ordine equestre del Santo Sepolcro di Gerusalemme                                      | 08/04/1939 | 18/02/2012 |
| Angelo Amato                           | Italia               | Cardinale diacono di Santa Maria in Aquiro                                                | Prefetto della Congregazione delle cause dei santi                                                       | 08/06/1938 | 20/11/2010 |
| Carlo Caffarra                         | Italia               | Cardinale presbitero di San Giovanni Battista dei Fiorentini                              | Arcivescovo di Bologna                                                                                   | 01/06/1938 | 24/03/2006 |
| Manuel Monteiro de Castro              | Portogallo           | Cardinale diacono di San Domenico di Guzmán                                               | Penitenziere maggiore                                                                                    | 29/03/1938 | 18/02/2012 |
| Francesco Coccopalmerio                | Italia               | Cardinale diacono di San Giuseppe dei Falegnami                                           | Presidente del Pontificio consiglio per i testi legislativi                                              | 06/03/1938 | 18/02/2012 |
| Paolo Romeo                            | Italia               | Cardinale presbitero pro illa vice di Santa Maria Odigitria dei Siciliani                 | Arcivescovo di Palermo                                                                                   | 20/02/1938 | 20/11/2010 |
| Antonio Maria Vegliò                   | Italia               | Cardinale diacono di San Cesareo in Palatio                                               | Presidente del Pontificio consiglio della pastorale per i migranti e gli itineranti                      | 03/02/1938 | 18/02/2012 |
| Lluís Martinez Sistach                 | Spagna               | Cardinale presbitero di San Sebastiano alle Catacombe                                     | Arcivescovo di Barcellona                                                                                | 29/04/1937 | 24/11/2007 |
| Attilio Nicora                         | Italia               | Cardinale diacono di San Filippo Neri in Eurosia                                          | Presidente dell'Autorità di informazione finanziaria                                                     | 16/03/1937 | 21/10/2003 |
| Raymundo Damasceno Assis               | Brasile              | Cardinale presbitero dell'Immacolata al Tiburtino                                         | Arcivescovo di Aparecida                                                                                 | 15/02/1937 | 20/11/2010 |
| Audrys Juozas Backis                   | Lituania             | Cardinale presbitero della Natività di Nostro Signore Gesù Cristo in Via Gallia           | Arcivescovo di Vilnius                                                                                   | 01/02/1937 | 21/02/2001 |
| Francis George                         | Stati Uniti          | Cardinale presbitero di San Bartolomeo all'Isola                                          | Arcivescovo di Chicago                                                                                   | 16/01/1937 | 21/02/1998 |
| Jorge Mario Bergoglio                  | Argentina            | Cardinale presbitero di San Roberto Bellarmino                                            | Arcivescovo di Buenos Aires                                                                              | 17/12/1936 | 21/02/2001 |
| Théodore-Adrien Sarr                   | Senegal              | Cardinale presbitero di Santa Lucia a Piazza d'Armi                                       | Arcivescovo di Dakar                                                                                     | 28/11/1936 | 24/11/2007 |
| Ennio Antonelli                        | Italia               | Cardinale presbitero di Sant'Andrea delle Fratte                                          | Presidente del Pontificio consiglio per la famiglia                                                      | 18/11/1936 | 21/10/2003 |
| Nicolás de Jesús López Rodríguez       | Rep. Dominicana      | Cardinale presbitero di San Pio X alla Balduina                                           | Arcivescovo di Santo Domingo                                                                             | 31/10/1936 | 28/06/1991 |
| Jaime Lucas Ortega y Alamino           | Cuba                 | Cardinale presbitero dei Santi Aquila e Priscilla                                         | Arcivescovo di San Cristóbal de la Habana                                                                | 18/10/1936 | 26/11/1994 |
| Antonio María Rouco Varela             | Spagna               | Cardinale presbitero di San Lorenzo in Damaso                                             | Arcivescovo di Madrid                                                                                    | 20/08/1936 | 21/02/1998 |
| Jean-Claude Turcotte                   | Canada               | Cardinale presbitero di Nostra Signora del Santissimo Sacramento e Santi Martiri Canadesi | Arcivescovo di Montréal                                                                                  | 26/06/1936 | 26/11/1994 |
| Anthony Olubunmi Okogie                | Nigeria              | Cardinale presbitero della Beata Vergine Maria del Monte Carmelo a Mostacciano            | Arcivescovo di Lagos                                                                                     | 16/06/1936 | 21/10/2003 |
| William Joseph Levada                  | Stati Uniti          | Cardinale diacono di Santa Maria in Domnica                                               | Prefetto emerito della Congregazione per la dottrina della fede                                          | 15/06/1936 | 24/03/2006 |
| Karl Lehmann                           | Germania             | Cardinale presbitero di San Leone I                                                       | Vescovo di Magonza                                                                                       | 16/05/1936 | 21/02/2001 |
| Ivan Dias                              | India                | Cardinale presbitero dello Spirito Santo alla Ferratella                                  | Prefetto emerito della Congregazione per l'evangelizzazione dei popoli                                   | 14/04/1936 | 21/02/2001 |
| Julio Terrazas Sandoval                | Bolivia              | Cardinale presbitero di San Giovanni Battista de' Rossi                                   | Arcivescovo di Santa Cruz de la Sierra                                                                   | 07/03/1936 | 21/02/2001 |
| Roger Michael Mahony                   | Stati Uniti          | Cardinale presbitero dei Santi Quattro Coronati                                           | Arcivescovo emerito di Los Angeles                                                                       | 27/02/1936 | 28/06/1991 |
| José da Cruz Policarpo                 | Portogallo           | Cardinale presbitero di Sant'Antonio in Campo Marzio                                      | Patriarca di Lisbona                                                                                     | 26/02/1936 | 21/02/2001 |
| Santos Abril y Castelló                | Spagna               | Cardinale diacono di San Ponziano                                                         | Arciprete della basilica di Santa Maria Maggiore                                                         | 21/09/1935 | 18/02/2012 |
| Velasio De Paolis                      | Italia               | Cardinale diacono di Gesù Buon Pastore alla Montagnola                                    | Presidente emerito della Prefettura degli affari economici della Santa Sede                              | 19/09/1935 | 20/11/2010 |
| Justin Francis Rigali                  | Stati Uniti          | Cardinale presbitero di Santa Prisca                                                      | Arcivescovo emerito di Filadelfia                                                                        | 19/04/1935 | 21/10/2003 |
| Antonios Naguib                        | Egitto               | Cardinale vescovo                                                                         | Patriarca emerito di Alessandria dei Copti                                                               | 07/03/1935 | 20/11/2010 |
| Giovanni Lajolo                        | Italia               | Cardinale diacono di Santa Maria Liberatrice a Monte Testaccio                            | Presidente emerito del Governatorato dello Stato della Città del Vaticano                                | 03/01/1935 | 24/11/2007 |
| Tarcisio Bertone                       | Italia               | Cardinale vescovo di Frascati                                                             | Cardinale segretario di Stato                                                                            | 02/12/1934 | 21/10/2003 |
| Franc Rodé                             | Slovenia             | Cardinale diacono di San Francesco Saverio alla Garbatella                                | Prefetto emerito della Congregazione per gli istituti di vita consacrata e le società di vita apostolica | 23/09/1934 | 24/03/2006 |
| Paul Josef Cordes                      | Germania             | Cardinale diacono di San Lorenzo in Piscibus                                              | Presidente emerito del Pontificio consiglio "Cor Unum"                                                   | 05/09/1934 | 24/11/2007 |
| Paolo Sardi                            | Italia               | Cardinale diacono di Santa Maria Ausiliatrice in via Tuscolana                            | Patrono del Sovrano Militare Ordine di Malta                                                             | 01/09/1934 | 20/11/2010 |
| Carlos Amigo Vallejo                   | Spagna               | Cardinale presbitero di Santa Maria in Montserrato degli Spagnoli                         | Arcivescovo emerito di Siviglia                                                                          | 23/08/1934 | 21/10/2003 |
| Cláudio Hummes                         | Brasile              | Cardinale presbitero di Sant'Antonio da Padova in Via Merulana                            | Prefetto emerito della Congregazione per il Clero                                                        | 08/08/1934 | 21/02/2001 |
| Francesco Monterisi                    | Italia               | Cardinale diacono di San Paolo alla Regola                                                | Arciprete emerito della basilica di San Paolo fuori le mura                                              | 28/05/1934 | 20/11/2010 |
| Dionigi Tettamanzi                     | Italia               | Cardinale presbitero dei Santi Ambrogio e Carlo                                           | Arcivescovo emerito di Milano Amministratore apostolico di Vigevano                                      | 14/03/1934 | 21/02/1998 |
| Jean-Baptiste Pham Minh Mân            | Vietnam              | Cardinale presbitero di San Giustino                                                      | Arcivescovo di Hô Chí Minh                                                                               | 05/03/1934 | 21/10/2003 |
| Raúl Eduardo Vela Chiriboga            | Ecuador              | Cardinale presbitero di Santa Maria in Via                                                | Arcivescovo emerito di Quito                                                                             | 01/01/1934 | 20/11/2010 |
| Joachim Meisner                        | Germania             | Cardinale presbitero di Santa Pudenziana                                                  | Arcivescovo di Colonia                                                                                   | 25/12/1933 | 02/02/1983 |
| Geraldo Majella Agnelo                 | Brasile              | Cardinale presbitero di San Gregorio Magno alla Magliana Nuova                            | Arcivescovo emerito di San Salvador di Bahia                                                             | 19/10/1933 | 21/02/2001 |
| Raffaele Farina                        | Italia               | Cardinale diacono di San Giovanni della Pigna                                             | Archivista e Bibliotecario emerito di Santa Romana Chiesa                                                | 24/09/1933 | 24/11/2007 |
| Francisco Javier Errázuriz Ossa        | Cile                 | Cardinale presbitero di Santa Maria della Pace                                            | Arcivescovo emerito di Santiago del Cile                                                                 | 05/09/1933 | 21/02/2001 |
| Godfried Danneels                      | Belgio               | Cardinale presbitero di Sant'Anastasia                                                    | Arcivescovo emerito di Malines-Bruxelles                                                                 | 04/06/1933 | 02/02/1983 |
| Juan Sandoval Íñiguez                  | Messico              | Cardinale presbitero di Nostra Signora di Guadalupe e San Filippo Martire in Via Aurelia  | Arcivescovo emerito di Guadalajara                                                                       | 28/03/1933 | 26/11/1994 |
| Severino Poletto                       | Italia               | Cardinale presbitero di San Giuseppe in Via Trionfale                                     | Arcivescovo emerito di Torino                                                                            | 18/03/1933 | 21/02/2001 |
| Walter Kasper                          | Germania             | Cardinale presbitero di Ognissanti in Via Appia Nuova                                     | Presidente emerito del Pontificio consiglio per la promozione dell'unità dei cristiani                   | 05/03/1933 | 21/02/2001 |

### Cardinali elettori assenti
Dei 117 cardinali elettori parteciparono effettivamente al conclave solo in 115, poiché erano assenti l'arcivescovo emerito di Giacarta Julius Riyadi Darmaatmadja e l'arcivescovo emerito di Saint Andrews ed Edimburgo Keith Michael Patrick O'Brien: il primo non partecipò per motivi di salute, mentre il secondo «per evitare di attirare l'attenzione dei media», in quanto accusato di comportamenti inappropriati verso alcuni religiosi.

## Preparazione e apertura del conclave
I favori della vigilia, secondo molti osservatori, andavano all’arcivescovo di Milano Angelo Scola, grazie al sostegno dell'arcivescovo di Genova Angelo Bagnasco e di quello di Bologna Carlo Caffarra, nonché di Camillo Ruini e di Giovanni Battista Re; Scola era piuttosto apprezzato anche all’estero grazie alla sua Fondazione Oasis. Dopo Scola si posizionava il cardinale brasiliano Odilo Pedro Scherer, membro del collegio cardinalizio di sorveglianza dello IOR e molto vicino alla curia, appoggiato dal cardinale camerlengo Tarcisio Bertone, dal cardinale decano Angelo Sodano e, come sembrava alla vigilia, dai cardinali sudamericani. Nel gruppo degli undici porporati statunitensi (il più numeroso, dopo gli italiani) sembravano alte le quotazioni in favore dell'arcivescovo di Boston Sean Patrick O'Malley per aver affrontato con fermezza gli abusi sessuali del clero. In posizione di immediato rincalzo erano considerati il cardinale ghanese Peter Turkson e il canadese Marc Ouellet.
Le prime due congregazioni generali del collegio cardinalizio in preparazione del conclave, convocate il 1º marzo dal decano Angelo Sodano, si svolsero il successivo 4 marzo alle 9:30 e alle 17 nell'Aula del Sinodo, presso l'Aula Paolo VI. La terza congregazione generale si svolse il 5 marzo alle 9:30. Durante le congregazioni, fra le altre cose, i cardinali prestarono il giuramento di segretezza, elessero a sorteggio i tre assistenti del camerlengo e decisero di inviare un messaggio di gratitudine al pontefice emerito.
La Cappella Sistina venne chiusa ai visitatori a partire dalle 13 del 5 marzo per poter effettuare i lavori necessari allo svolgimento del conclave. La ditta Gammarelli, sartoria per ecclesiastici attiva dal XVIII secolo, realizzò per il futuro papa tre abiti talari bianchi di tre diverse misure, la fascia, la mozzetta in velluto rosso bordata di ermellino, lo zucchetto bianco e le scarpe rosse. La quarta congregazione generale si tenne il 6 marzo alle 9:30, seguita, alle 17 dello stesso giorno, da un momento di preghiera nella basilica di San Pietro. La quinta e la sesta congregazione generale si svolsero il 7 marzo, rispettivamente alle 9:30 e alle 17.
La settima e l'ottava congregazione generale si tennero l'8 marzo alle 9:30 e alle 17. Durante quest'ultima riunione i cardinali scelsero la data di martedì 12 marzo per l'inizio del conclave. La nona congregazione generale si svolse alle 9:30 del 9 marzo. L'11 marzo, alle 9:30, si tenne la decima e ultima congregazione generale. Alle 17:30 dello stesso giorno, nella Cappella Paolina, ebbe luogo il giuramento degli addetti al conclave (il segretario del collegio cardinalizio Lorenzo Baldisseri, il maestro delle cerimonie Guido Marini, altri cerimonieri, i religiosi addetti alla sacrestia, medici e infermieri, il personale per il servizio mensa, pulizie e servizi tecnici, eccetera).
Alle 10 del 12 marzo, nella basilica di San Pietro, venne celebrata la Missa pro eligendo Romano Pontifice, che diede inizio ai riti del conclave. Presiedette la liturgia, concelebrata da tutti i cardinali, il decano Angelo Sodano. Alle 16:30 iniziò la processione dei porporati, che dalla cappella Paolina si recarono alla cappella Sistina. Dopo il canto del Veni Creator Spiritus e dopo aver pronunciato il solenne giuramento di fedeltà al segreto del conclave, il maestro delle celebrazioni liturgiche pontificie Guido Marini pronunciò la tradizionale formula extra omnes, imponendo a tutti gli estranei di lasciare la Sistina, le cui porte si chiusero alle 17:33.

## Gli scrutini

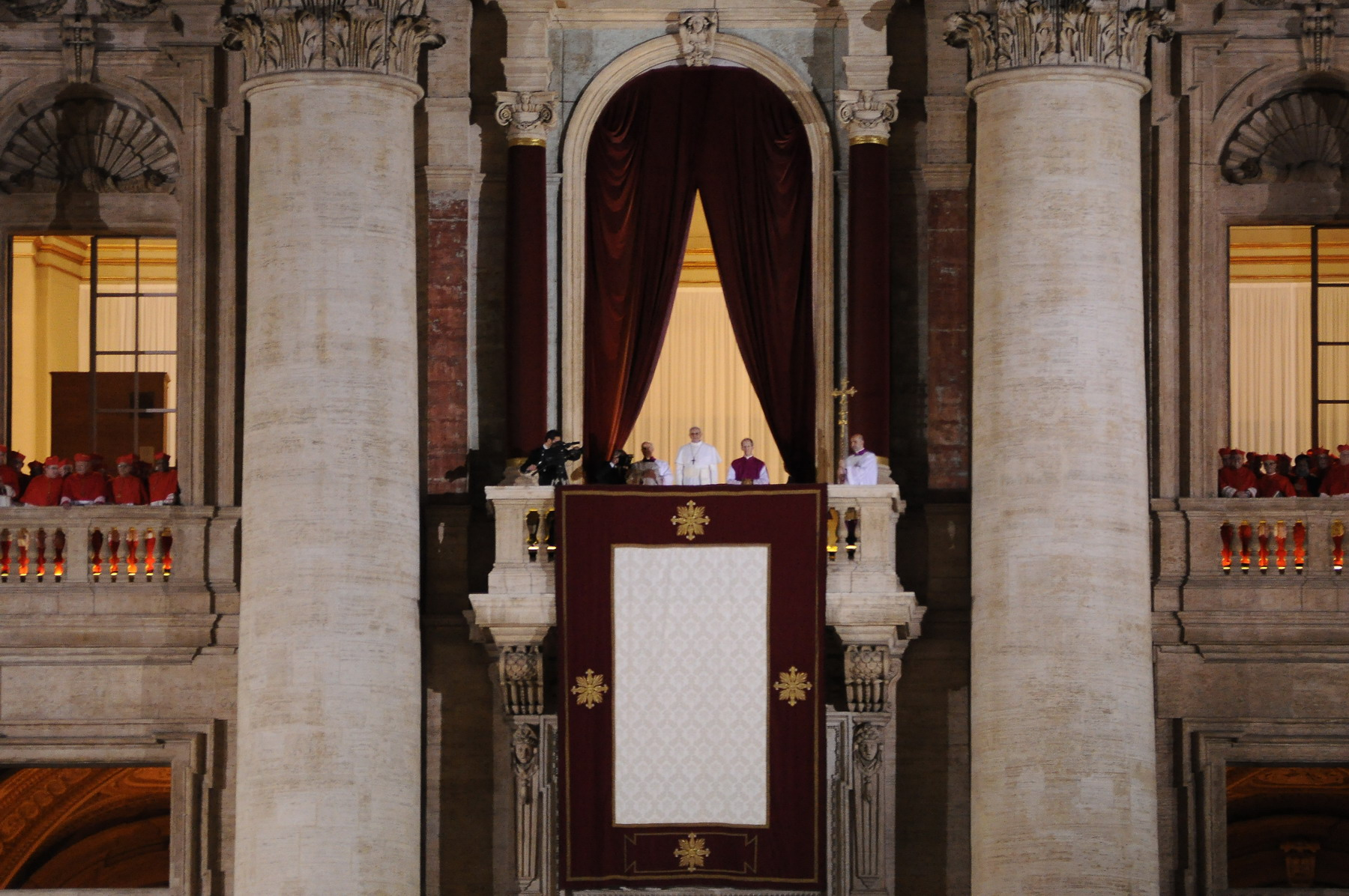
La prima apparizione del nuovo papa.

Dopo una breve meditazione tenuta dal cardinale Prosper Grech ebbe luogo la prima votazione, che non era scontato avvenisse in giornata. Il primo scrutinio diede esito negativo, con fumata nera alle 19:41. Il secondo e il terzo scrutinio, la mattina del 13 marzo, diedero esito negativo, con fumata nera alle 11:38. Dopo la pausa per il pranzo si tenne, nel primo pomeriggio, il quarto scrutinio che diede esito negativo.
Alle 19:06 del 13 marzo, dopo il quinto scrutinio, dal comignolo della Sistina si levò la fumata bianca. Poco più di un'ora dopo, alle 20:12, il cardinale protodiacono Jean-Louis Tauran, con la tradizionale locuzione Habemus Papam, annunciò l'elezione di Jorge Mario Bergoglio, che scelse il nome di Francesco. Secondo Maria Antonietta Calabrò l'elezione di Bergoglio sarebbe stata frutto di un accordo fra i cardinali della curia romana (il decano Angelo Sodano, anche se non elettore, Giovanni Battista Re, Tarcisio Bertone) e i cardinali americani per contrastare la candidatura di Scola.
Alle 20:24 la Conferenza Episcopale Italiana, in una e-mail ufficiale inviata ai giornalisti accreditati, commettendo una gaffe espresse «i sentimenti dell'intera Chiesa italiana nell'accogliere la notizia dell'elezione del Card. Angelo Scola a Successore di Pietro». La nota allegata all'e-mail, a firma del segretario generale Mariano Crociata, riportava invece correttamente il nome del cardinale Bergoglio.

### Ipotesi sulle votazioni
Secondo una ricostruzione del vaticanista Salvatore Izzo, ripresa anche da Giacomo Galeazzi, Bergoglio sarebbe stato il cardinale più votato fin dal primo scrutinio. Secondo Marco Tosatti, la candidatura di Bergoglio sarebbe stata proposta dai cardinali Cláudio Hummes, Santos Abril y Castelló, Giovanni Battista Re e da tutti coloro che erano esplicitamente contrari all'elezione di Scola, e sarebbe stata attivamente sostenuta, durante il conclave, dai cardinali Óscar Rodríguez Maradiaga, Walter Kasper, Godfried Danneels, Lluís Martínez Sistach, Carlos Amigo Vallejo, José da Cruz Policarpo, Tarcisio Bertone e dai porporati americani.
Secondo il vaticanista Paolo Rodari, invece, al primo scrutinio a condurre sarebbe stato Angelo Scola con circa 35 voti, seguito da Bergoglio con 20 voti e da Marc Ouellet con 15. Anche il vaticanista Andrés Beltramo Álvarez sostiene che, la sera del 12 marzo, il cardinale più votato non sarebbe stato Bergoglio.

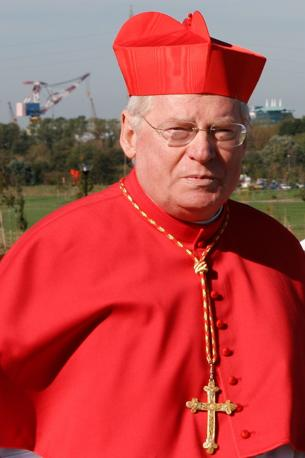
Il cardinale Angelo Scola.

Sempre secondo le indiscrezioni di Rodari, Scola sarebbe stato il candidato più votato fino al terzo scrutinio, sostenuto dal continuo appoggio, fra gli altri, dei cardinali Angelo Bagnasco, Carlo Caffarra e Christoph Schönborn. Secondo Sergio Rame, di Libero, Scola avrebbe raggiunto, al termine del terzo scrutinio, una cinquantina di voti.
La candidatura di Scola, tuttavia, sarebbe stata stroncata il 13 marzo fra il terzo e il quarto scrutinio, durante la pausa per il pranzo presso la Domus Sanctae Marthae, dai cardinali della curia romana e da quelli nordamericani: i primi «per antiche invidie e rivalità» contro l'arcivescovo di Milano, mentre i secondi per via della sua vecchia vicinanza a Comunione e Liberazione, condizione che aveva suscitato perplessità fra i porporati statunitensi. Secondo Sergio Rame, invece, Scola avrebbe volontariamente ritirato la propria candidatura per evitare una situazione di stallo, non ritenendo sufficienti i consensi da lui ottenuti sino a quel momento per poter raggiungere il soglio pontificio.
Dopo il ritiro di Scola, sempre secondo Rodari, Bergoglio avrebbe sfiorato l'elezione al quarto scrutinio.
La vaticanista argentina Elisabetta Piqué, nel libro Francesco. Vita e rivoluzione, sostiene che la quinta votazione sarebbe stata annullata: i cardinali addetti alla conta delle schede, prima di procedere allo spoglio, si sarebbero infatti accorti della presenza di 116 voti a fronte di 115 votanti. L'annullamento della votazione è riportato anche dal vaticanista Andrea Tornielli.
All'annullamento della quinta votazione sarebbe immediatamente seguita la sesta con il relativo scrutinio nella quale Bergoglio sarebbe stato eletto, secondo alcuni con quasi 90 voti, secondo altri con 90-100 voti. Fra i cardinali che ricevettero voti, secondo Salvatore Izzo, ci furono anche, oltre all'eletto e a Scola, Angelo Bagnasco, Francesco Coccopalmerio, Sean Patrick O'Malley, Timothy Dolan, Marc Ouellet, Peter Turkson, Óscar Andrés Rodríguez Maradiaga e Christoph Schönborn.
Quando i voti superarono il quorum dei due terzi e venne l’applauso consueto perché era stato eletto il papa, a fianco di Bergoglio sedeva il cardinale brasiliano Cláudio Hummes, che gli sussurrò le parole "non dimenticarti dei poveri", che gli ispirarono la scelta del nome.
Secondo Andrea Tornielli, come primo gesto dopo l'elezione, Bergoglio si sarebbe diretto verso Scola per abbracciarlo.

## Ipotesi sull'esito degli scrutini
Secondo il vaticanista Gerard O'Connell, nel libro The election of Pope Francis, questo sarebbe stato l'esito degli scrutini:

### Sera del 12 marzo

#### Primo scrutinio
| Cardinali             | Voti |
| --------------------- | ---- |
| Angelo Scola          | 30   |
| Jorge Mario Bergoglio | 26   |
| Marc Ouellet          | 22   |
| Sean Patrick O'Malley | 10   |
| Odilo Pedro Scherer   | 4    |
| Altri                 | 23   |

### Mattina del 13 marzo

#### Secondo scrutinio
| Cardinali             | Voti |
| --------------------- | ---- |
| Jorge Mario Bergoglio | 45   |
| Angelo Scola          | 38   |
| Marc Ouellet          | 24   |
| Altri                 | 8    |

#### Terzo scrutinio
| Cardinali             | Voti |
| --------------------- | ---- |
| Jorge Mario Bergoglio | 56   |
| Angelo Scola          | 41   |
| Marc Ouellet          | 15   |
| Altri                 | 3    |

### Pomeriggio del 13 marzo

#### Quarto scrutinio
| Cardinali             | Voti |
| --------------------- | ---- |
| Jorge Mario Bergoglio | 67   |
| Angelo Scola          | 32   |
| Marc Ouellet          | 13   |
| Altri                 | 3    |

#### Quinto scrutinio
| Cardinali             | Voti        |
| --------------------- | ----------- |
| Jorge Mario Bergoglio | 85 (eletto) |
| Angelo Scola          | 20          |
| Marc Ouellet          | 8           |
| Altri                 | 2           |